# Arginiltransferasa
En enzimología, una arginiltransferasa número EC 2.3.2.8 es una enzima que cataliza la reacción química
L-arginil-tRNA + proteína  {\displaystyle \rightleftharpoons }tRNA + L-arginil-proteína
Lo que implica que los dos substratos de esta enzima son L-arginil-tRNA y proteína, mientras que sus dos productos son tRNA y L-arginil-proteína.
Esta enzima pertenece a la familia de transferasas, específicamente las aminoacil transferasas.  El nombre sistemático de esta clase de enzima es L-arginil-tRNA:proteína arginiltransferasa. Otros nombres con los que comúnmente se puede encontrar son: arginina transferasa, arginil-transferencia ribonucleasa-proteína aminoacil transferasa, arginil-transferencia ribonucleasa-proteína transferasa, y arginil-tRNA proteína transferasa.
Esta enzima tiene 2 cofactores: 2-mercaptoetanol, y catión. 